# 淘大商場衝突
淘大商場衝突是2019年香港逃犯條例修訂爭議所衍生出的一次民間衝突，在2019年9月14日下午2點半發生，逾300名手持中華人民共和國國旗的愛國人士包括建制派「忠義民團」成員石房有到淘大商場第一期中庭位置聚集聲援一名9月11日唱中華人民共和國國歌被毆打東華三院王余家潔紀念小學李籍老師，揮動中華人民共和國國旗、高唱中華人民共和國國歌《義勇軍進行曲》及高叫「支持香港警察」口號，其後有反修例示威者「踩場」，演變成超過800名持不同意見的市民的互相指罵和打鬥，導致多人受傷。

## 起因
在2019年9月11日晚上約7時，大批反修例人士於淘大商場聚集，合唱有關近期反修例運動的歌曲（如《願榮光歸香港》、《肥媽有話兒》等），期間一名任教於東華三院王余家潔紀念小學的40歲男性教師李籍在場大聲唱中華人民共和國國歌《義勇軍進行曲》。當時李手抱著其兩歲多的女兒，身邊還牽著他的一對兒女，並不時舉起手機拍攝在場人士。但被多名反修例人士指罵「返（回）大陸」，而其兒女則疑因受驚大哭。
有在場人士勸說李籍離去，但李未有理會，同時報警，在電話中稱「我宜家俾暴徒包圍（我現在被暴徒包圍）」。後突然有一名男子上前搶去李籍的手提電話，欲刪去其手機中拍攝在場人士的影片，李不依，並與對方推撞，混亂中李被數名反修例人士襲擊，致使其眼鏡被打掉、右眼角下方流血。其後防暴警察到場，將李籍帶離現場，送上救護車，而當時李籍仍在大聲唱國歌，斥罵在場人士「社會敗類」「人渣」等
後有部份反修例人士對李籍進行「起底」，將其個人信息、家庭信息與工作單位等個人隱私資料披露於網絡論壇「連登」。而政治立場親建制派的香港教育工作者聯會則證實，事件中的受傷人士確為一名教師，並促請警方速將施襲者緝拿歸案，同時呼籲網民停止對李籍的「網上欺凌」行為。
此事導致有部分政治立場親建制派的香港市民不滿，自發舉行「快閃唱國歌」行動，在部份商場內高唱中華人民共和國國歌和揮動中華人民共和國國旗，以表示對此次事件的抗議。

## 事件過程

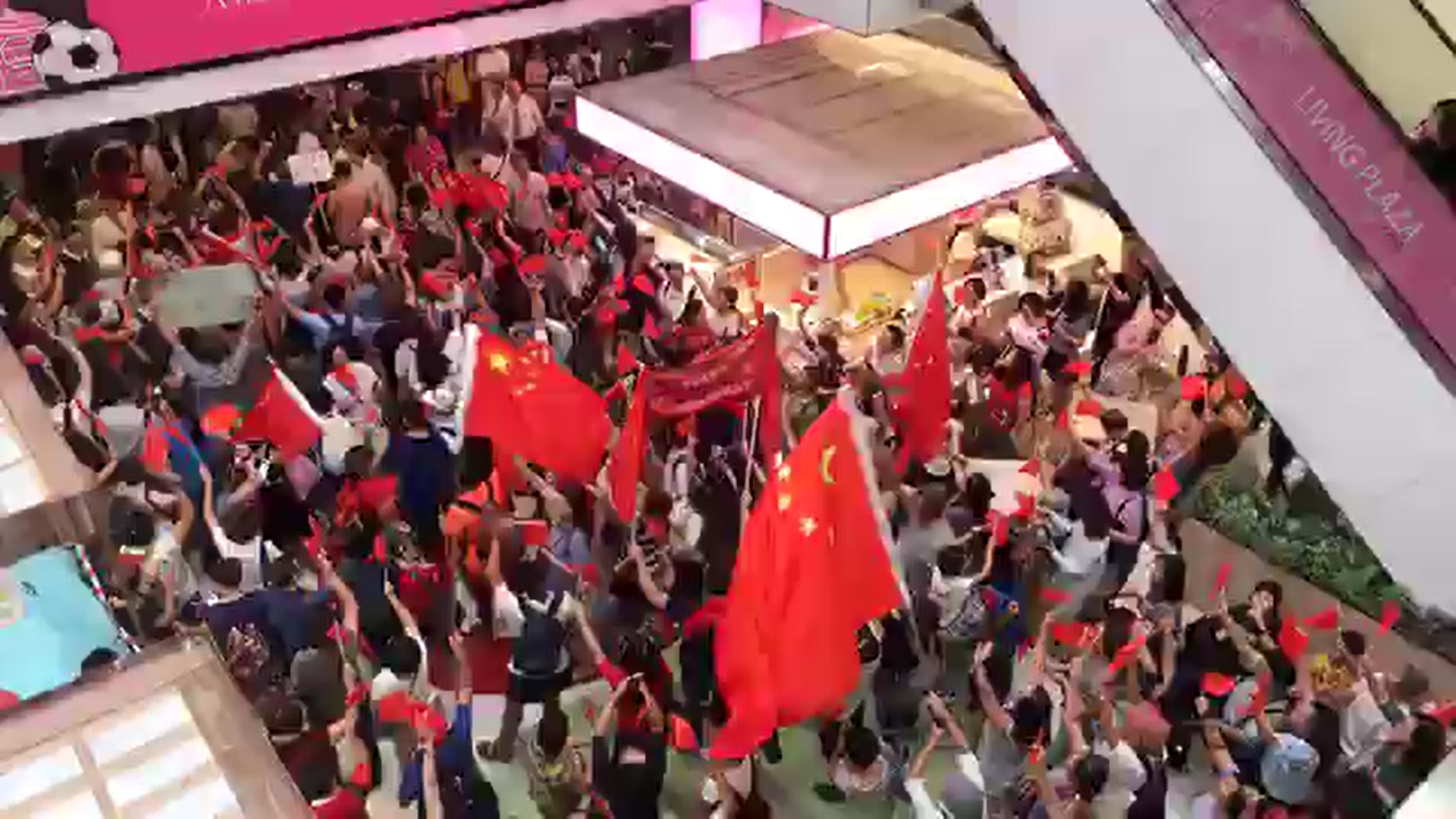
2019年9月14日，有市民響應網上號召，前往九龍灣淘大商場揮動中華人民共和國國旗

### 手持國旗的市民聲援被毆打老師
2019年9月14日下午2時，有大批手持國旗、身穿白衣和藍衣的人士在九龍灣站出口聚集，然後前往淘大商場內聚集聲援此前於9月11日唱中華人民共和國國歌被襲擊的教師李籍，人群站滿商場多個樓層。有人在商場的高處展示大型中華人民共和國國旗，高唱中華人民共和國國歌《義勇軍進行曲》，並不斷高叫「反對暴力」和「支持香港警察」等口號，部份商戶隨即暫停營業。而曾多次出現在撐警集會現場的建制派「忠義民團」成員、俗稱「大波man」的男子石房有，亦有出現在淘大商場現場。
幾乎同一時間，另一批反修例人士在同一地點高唱反修例歌曲。期間不同政見的人士互相指罵和打鬥，多名反修例人士喝斥愛國人士「返大陸」、「支那狗」，混亂間有人投擲雞蛋及雨傘。淘大商場保安未能控制場面。。大批防暴警員在15分鐘後到場，將兩批人士分隔。

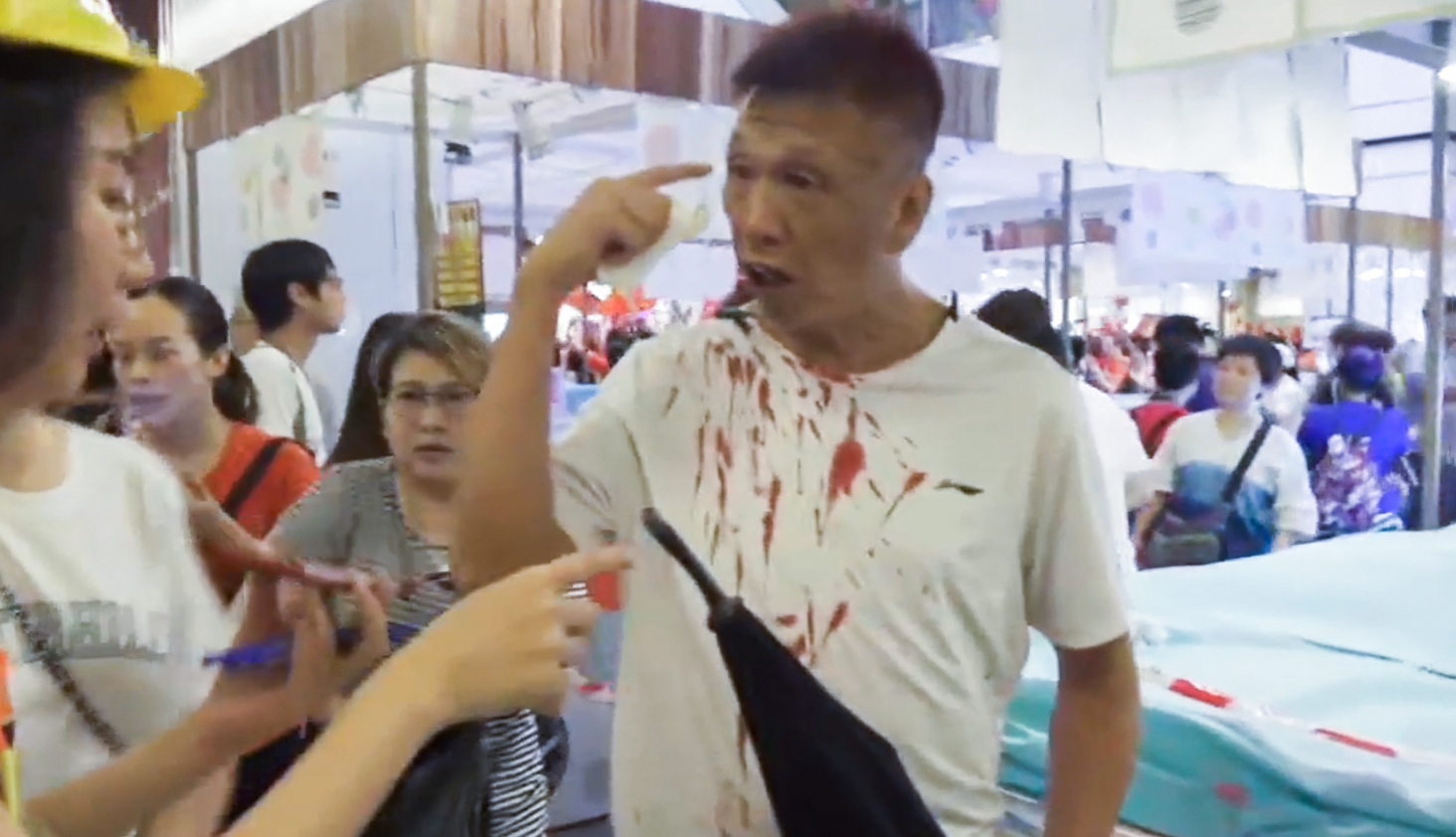
有白衫人士展示衣服有血跡
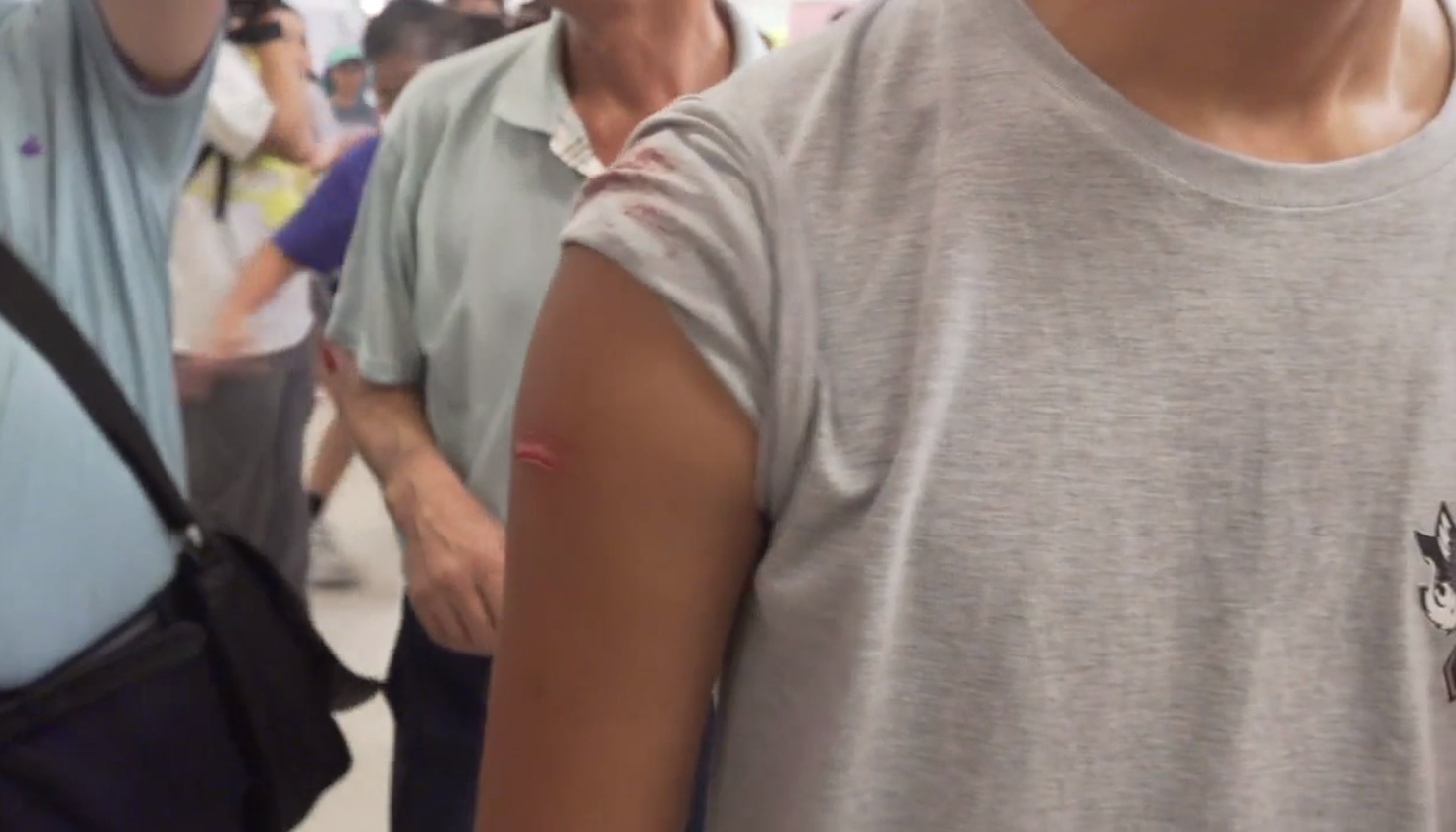
有操不正廣東話的年輕人展示傷勢
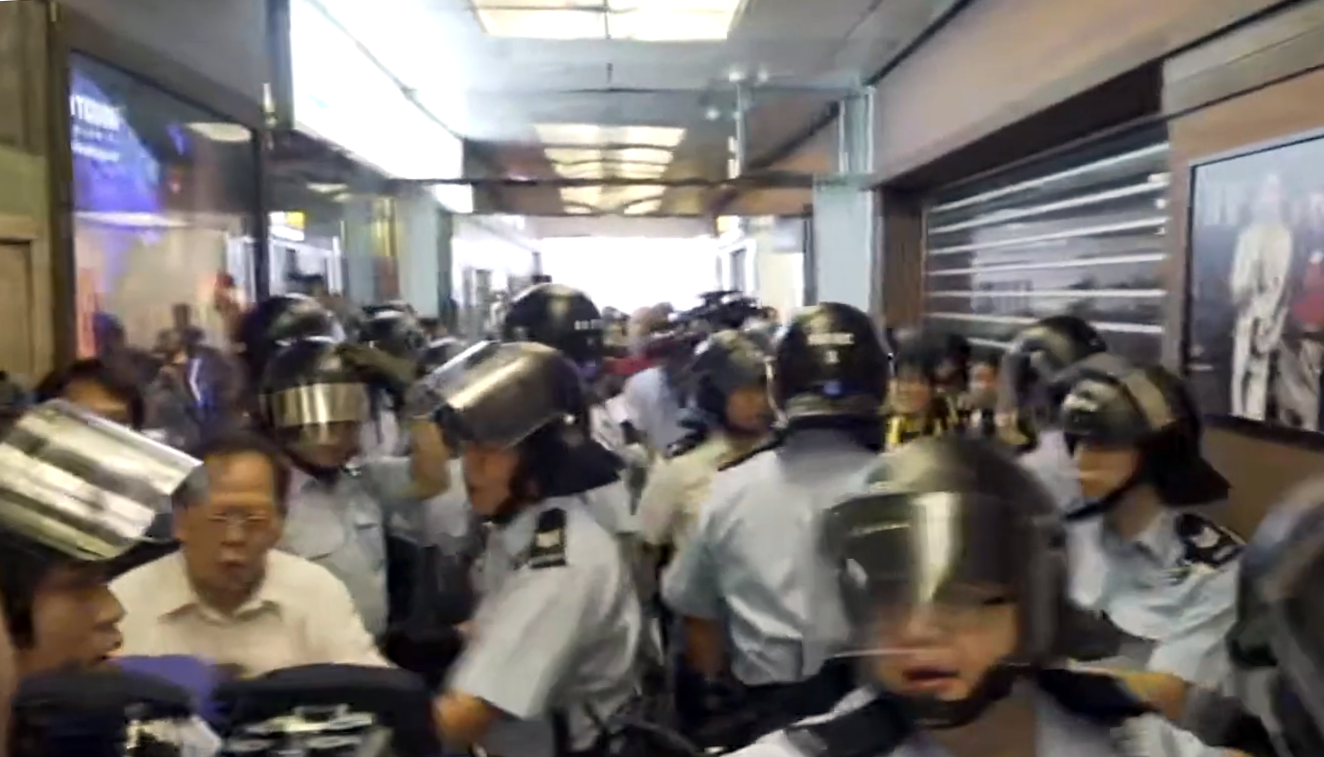
防暴裝備的警員在15分鐘後到場，將兩批人士分隔
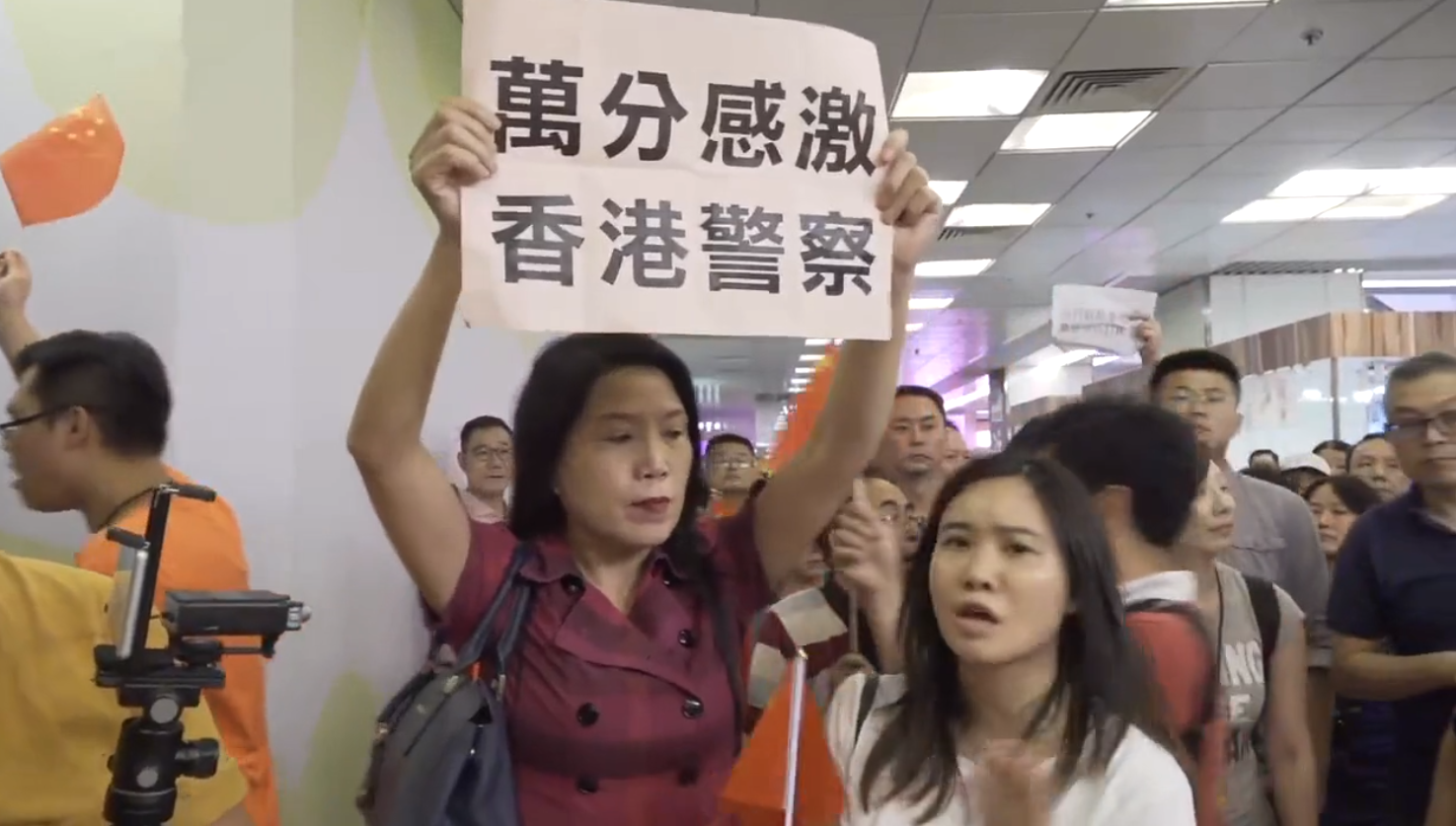
婦女展示感激香港警察的標語

### 警員在商場外內制服多人

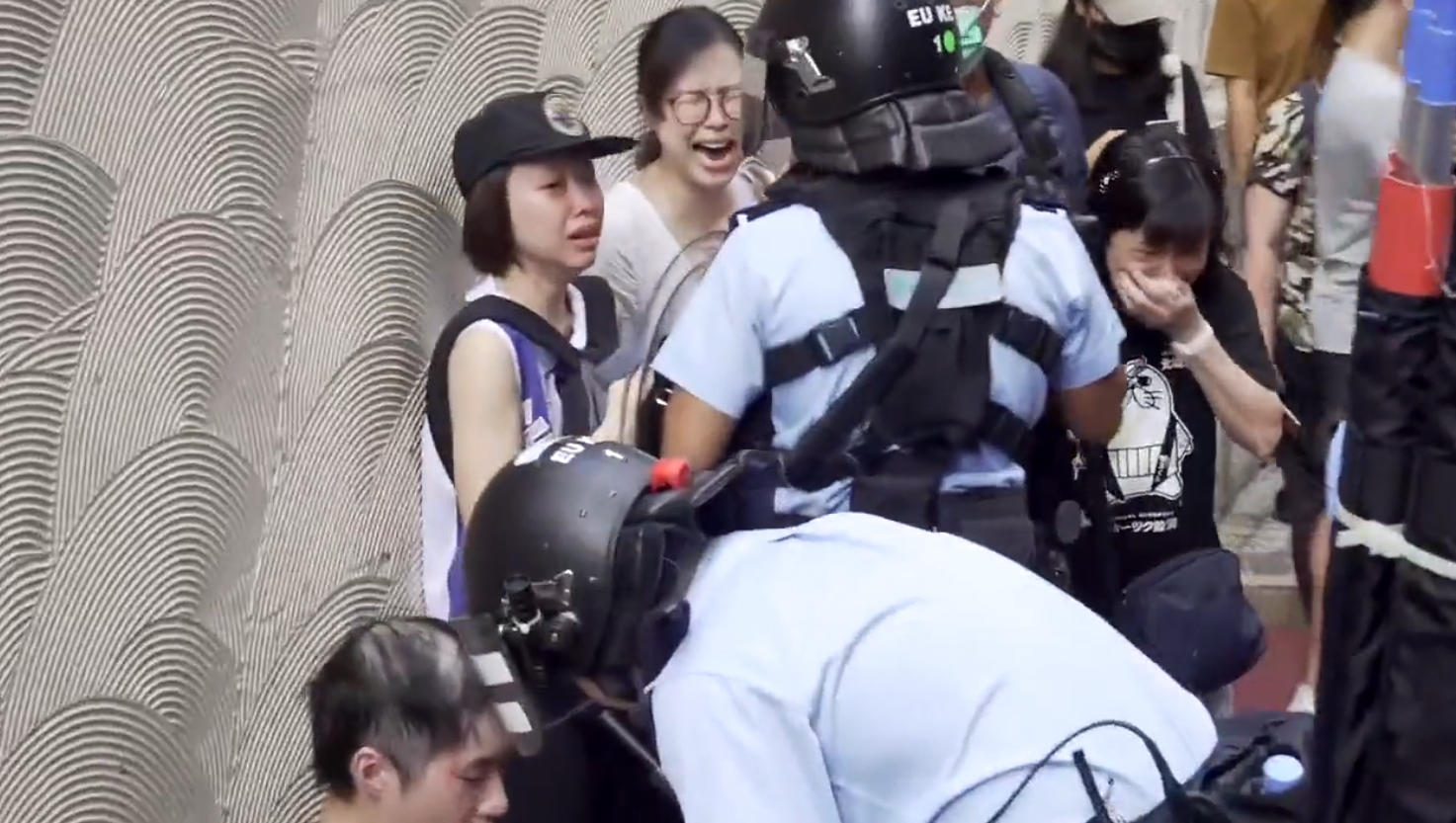
有年輕人在淘大商場外被制服後，有市民哭起來，批評警方使用武力和不明白為何要作拘捕

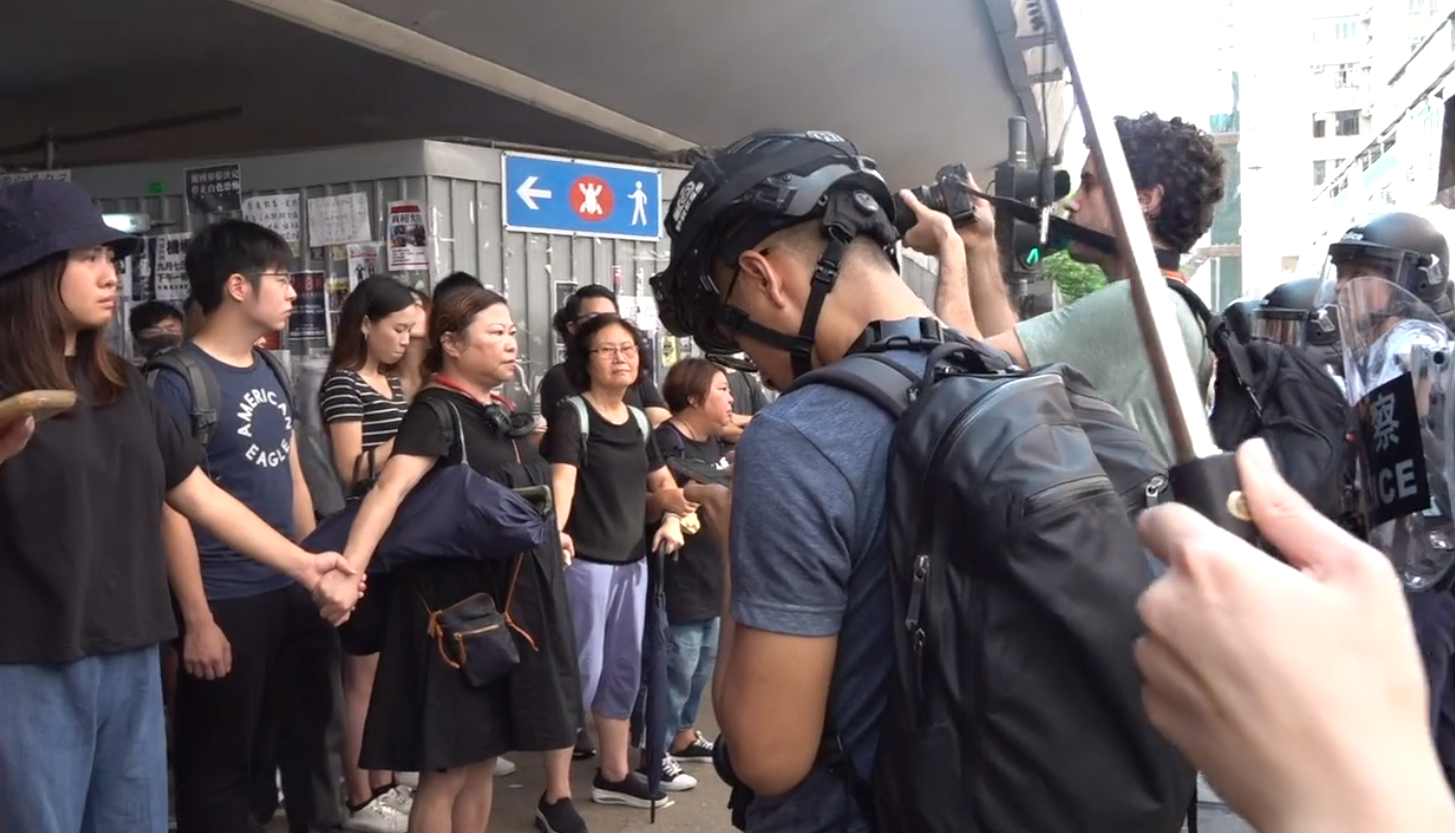
市民在淘大商場外的手牽手，並指罵在場的防暴警員，斥他們選擇性執法，行為如殺人犯

下午3時半後，警員在淘大商場外，突圍堵一名戴黑口罩的青年，並用警棍打他。商場外至少7名市民遭警員制服，並遭要求在場邊蹲下，被指極為不妥，最少8人涉非法集結被捕。警員在淘大商場內外拘捕至少10名青年，圍觀的市民不滿，指罵警員選擇性執法。商場內則繼續有大批持國旗者集結，並高叫「支持警察」等口號，惟現瑒未見有商場內的「愛國陣營」者被捕。

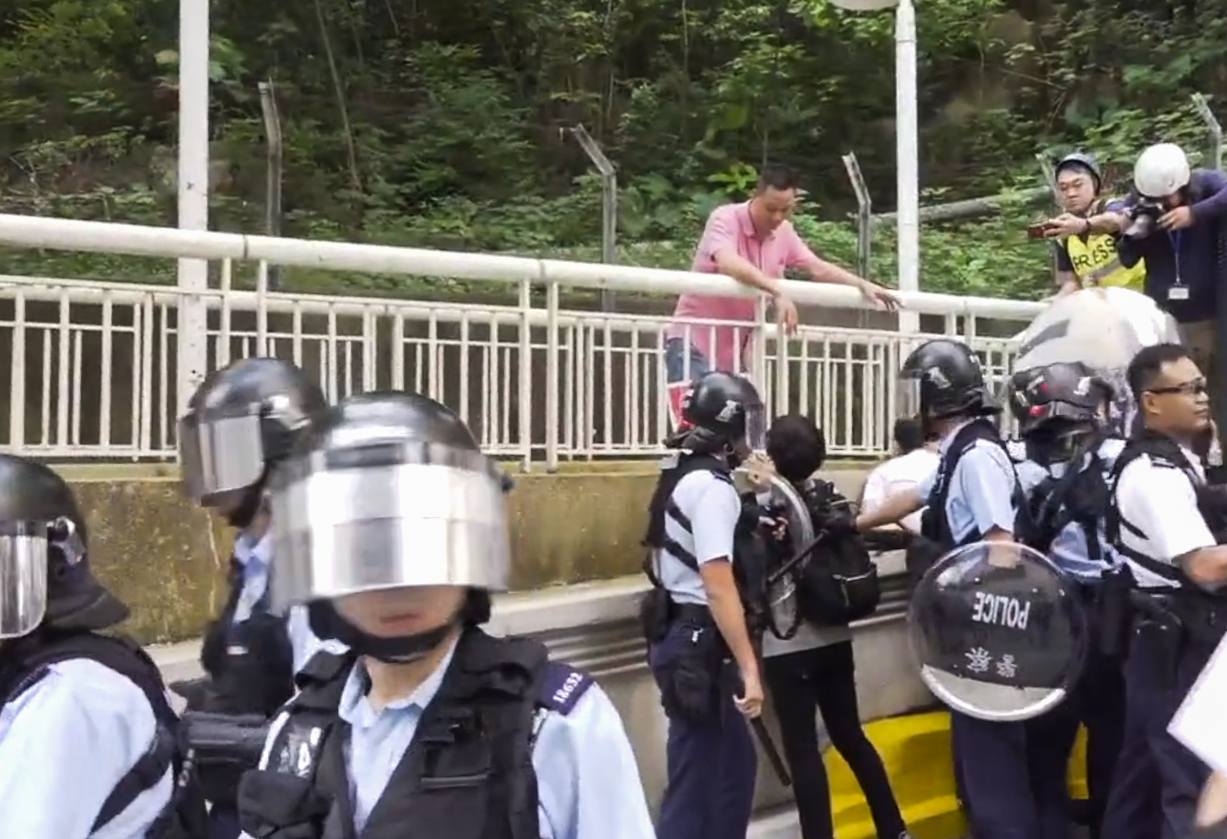
警員在彩頤居外制服一人
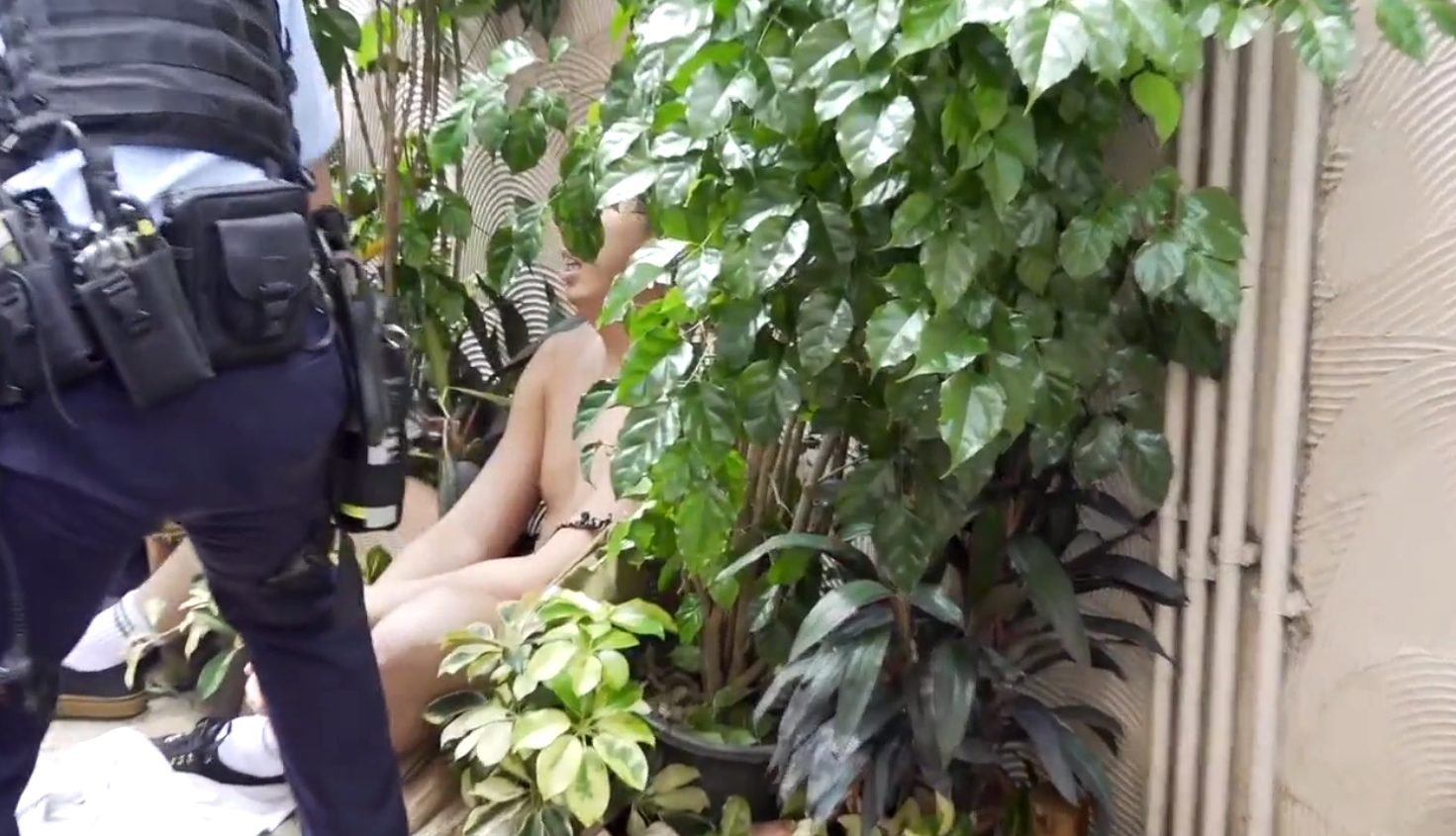
有男子被警員脫去上衣被捕
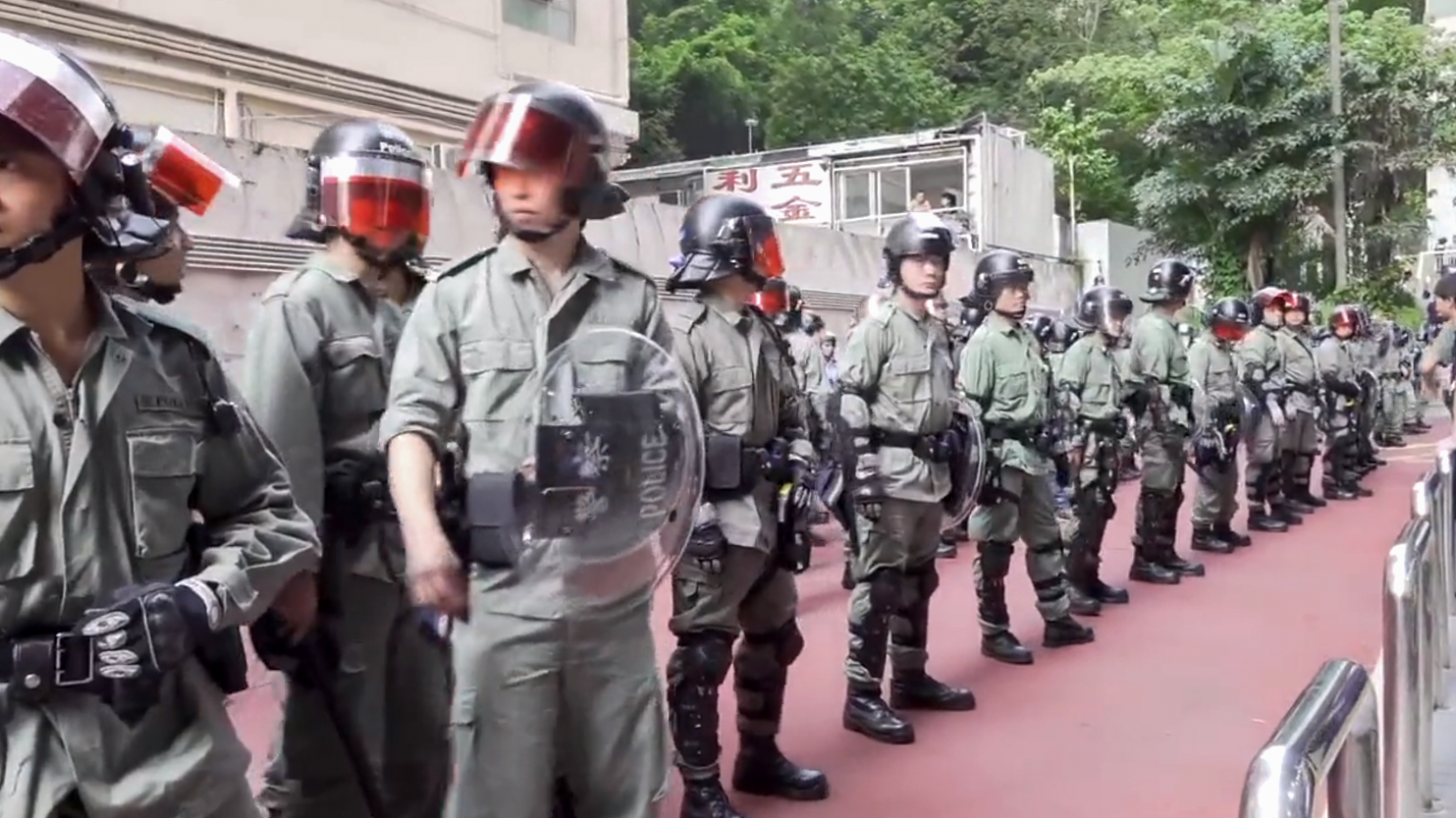
大批防暴警察到場築人牆，記者無法拍攝被捕過程
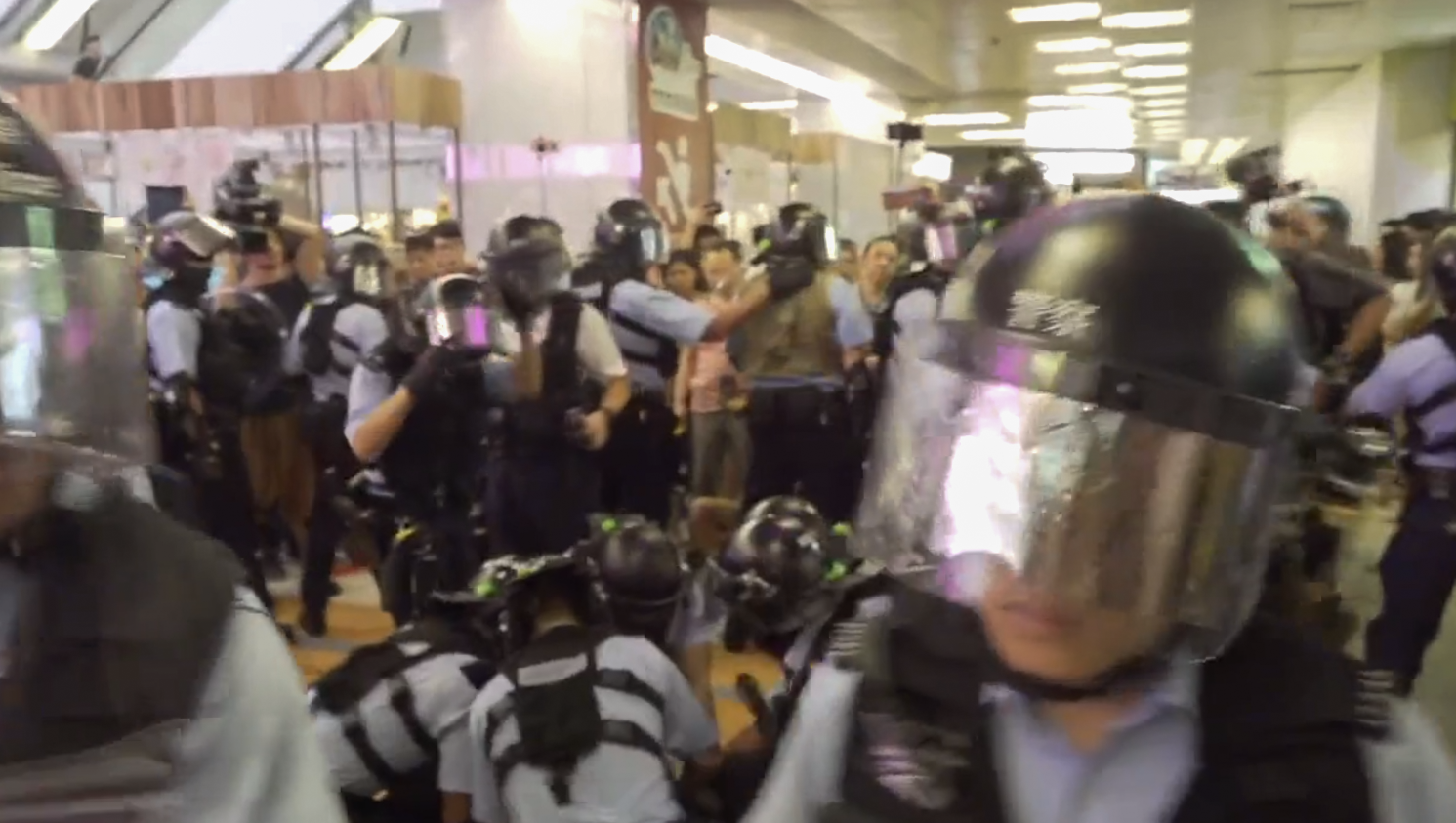
有人在商場內被多名警員制服在地

警方離開淘大商場後便沿牛頭角道後退，現場抗議人士高叫「光復香港，時代革命」、「黑警」等字句，並向警車撒溪錢。防暴警察隨後登上警車離開。之後反修例及不滿警察的人士在淘大商場外的牛頭角道聚集。

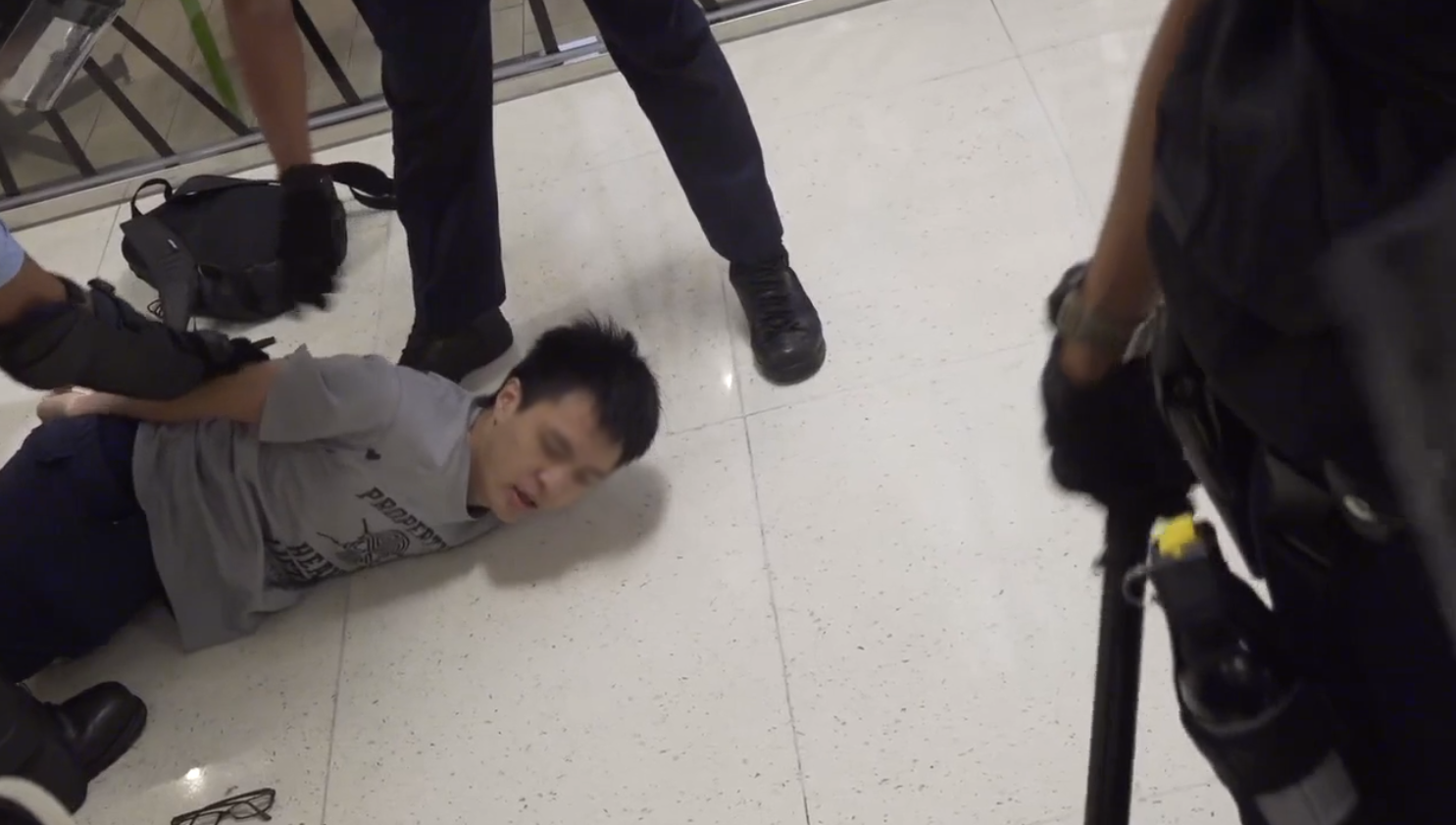
有年輕人在淘大商場內被警察制服，眼鏡也跌在地上
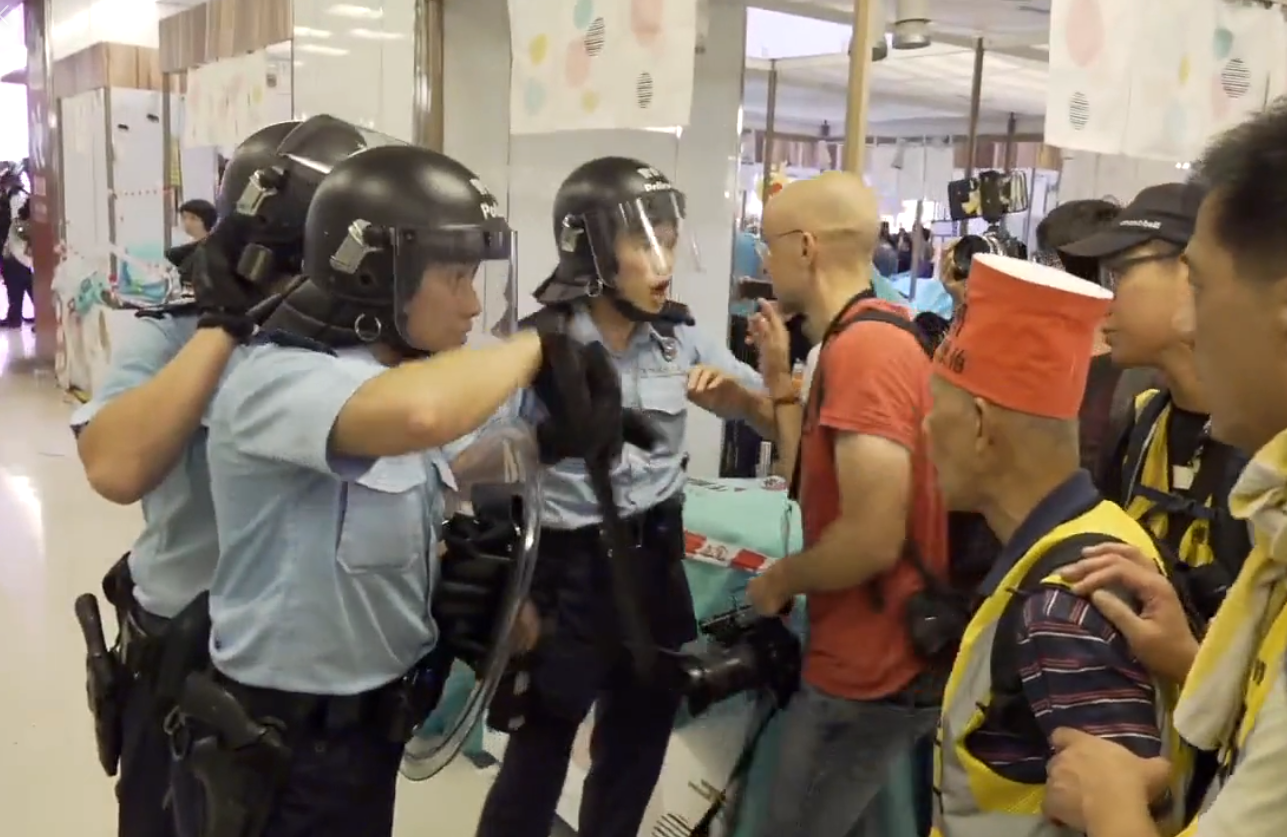
守護孩子行動成員陳伯與在場警員理論，惟警員稱「警方做緊嘢」
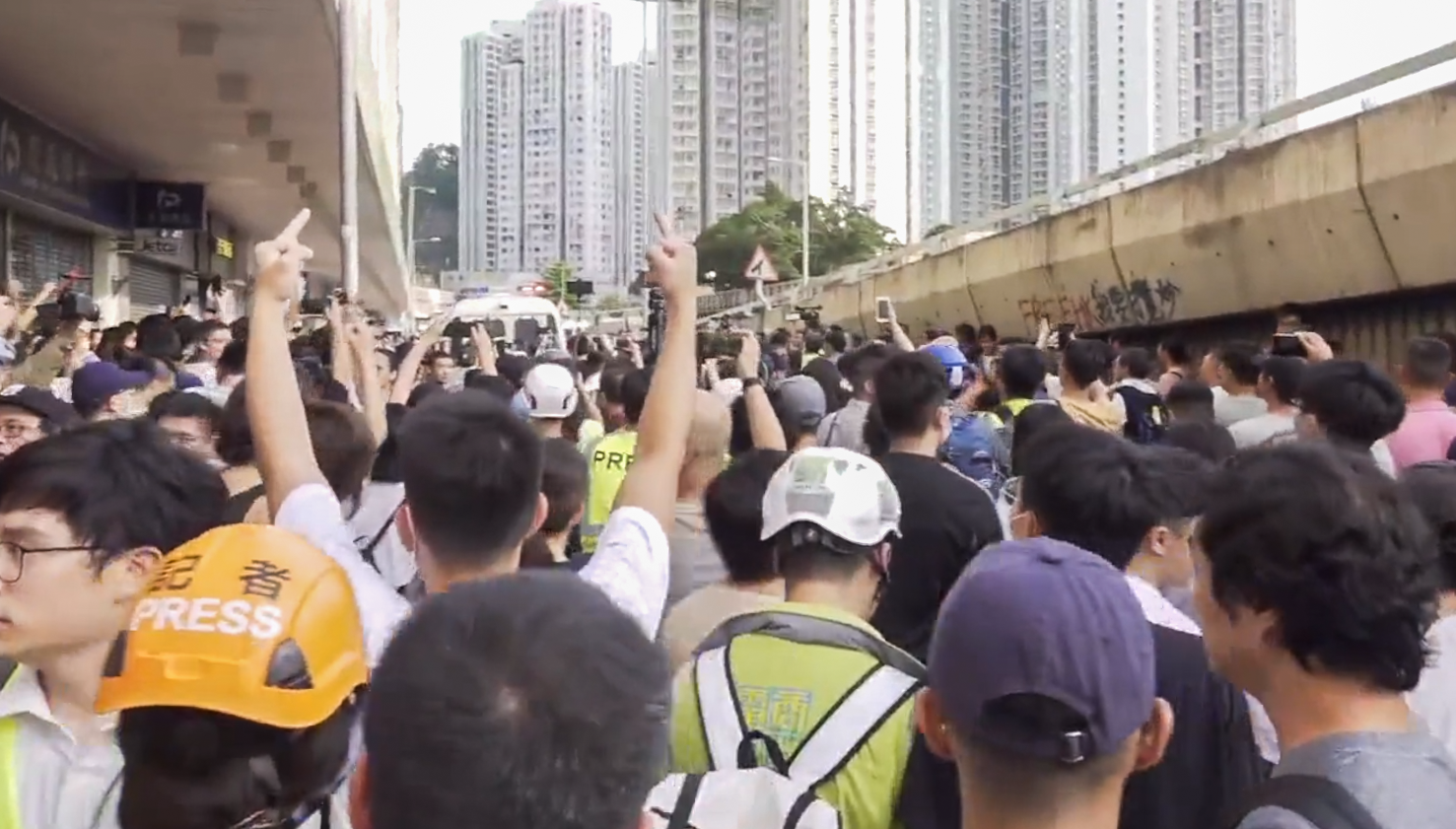
現場抗議人士在牛頭角道高舉中指
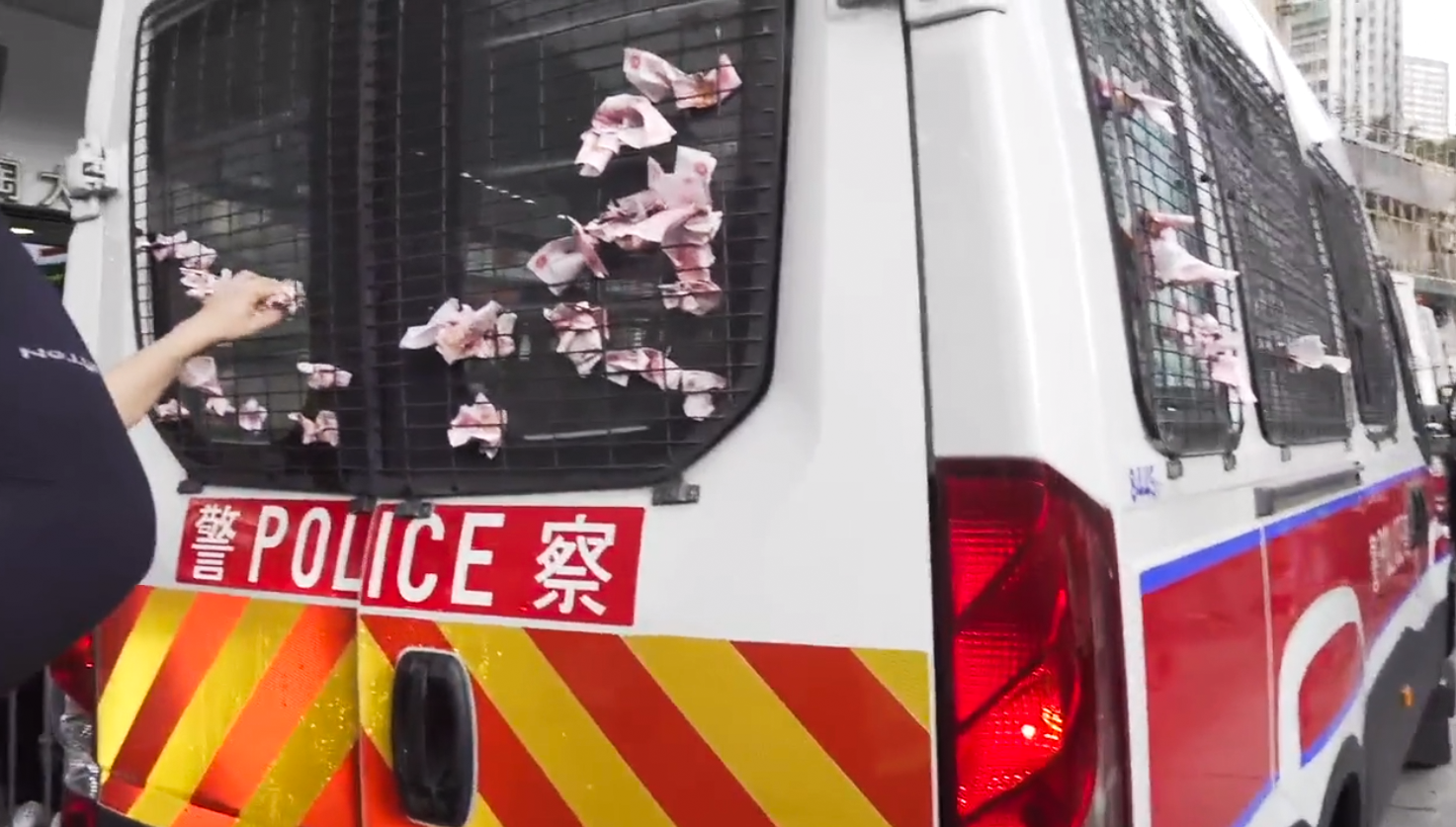
有人向警車撒溪錢

下午4點，持有淘大花園居民住戶證的中年男子於電視見到其23歲兒子於淘大商場內被警察制服帶走後，到淘大商場現場聲稱其兒子在淘大商場內用膳，要求警方解釋為何要拘捕其兒子和批評警方針對年輕人而進行拘捕。

### 警員離開後 變成市民互相爭執
下午5時，一名中年女士在淘大商場內因拍攝現場人士「大頭」及稱「打死後生仔就對」，而於一條商場扶手電梯旁被多名反修例人士指罵、推跌及毆打，該中年女子未有任何反抗，口部流血。其後該中年女子被送上救護車離開，但她離開時遺留一個手袋，手袋內有一份保險索賠申請表及六張香港大學深圳醫院急診科部門主管樊潔玲醫生開出的收據，其中一張醫生紙的日期竟為2日後的9月16日，被質疑持有虛假文書。事後香港大學要求香港大學深圳醫院院長即時暫停樊潔玲醫生職務。

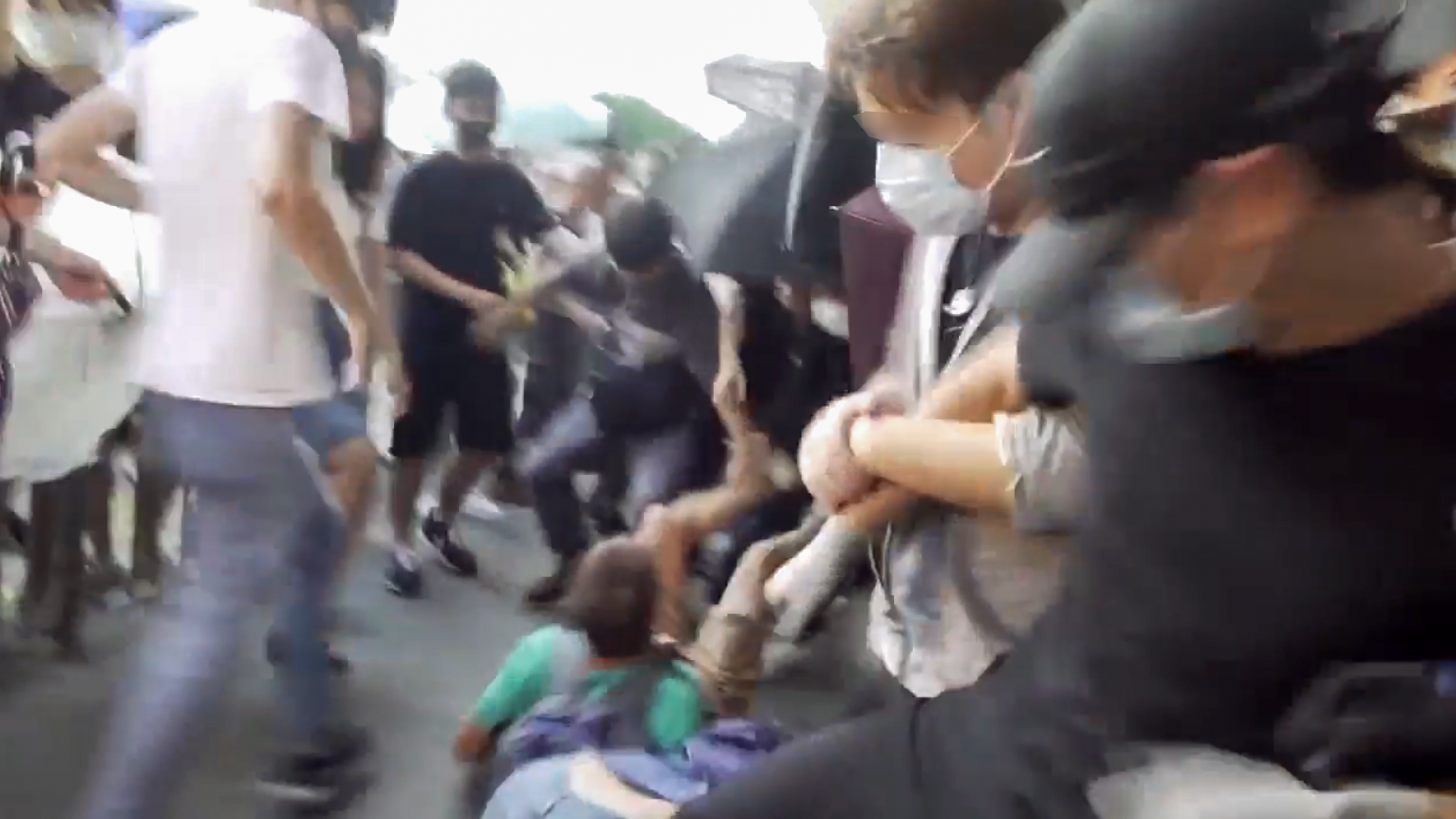
下午6時許，一名中年撐警離開商場後，在牛頭角道被多人毆打至倒地

警察撤離後，有部份市民仍在附近聚集未有離去。下午5點半，有一名中年撐警女子在淘大商場內被包圍及指罵其拍攝在場人士「大頭照」，另一名中年撐警男子上前協助。其後該中年男子於淘大商場外牛頭角道被多名反修例人士毆打至倒地，該兩名中年男女最後被送上警車離開。

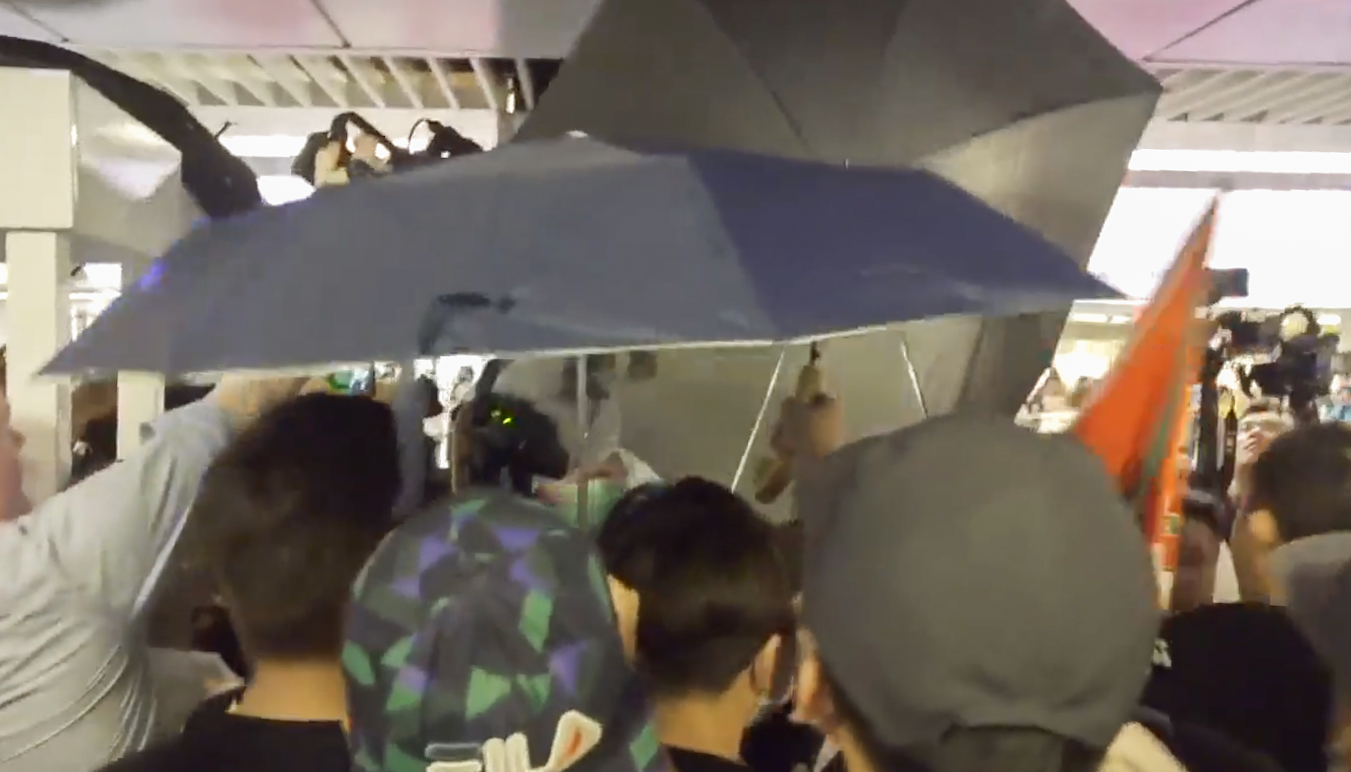
示威者用雨傘阻擋拍攝在場人士「大頭照」的中年撐警女子和男子
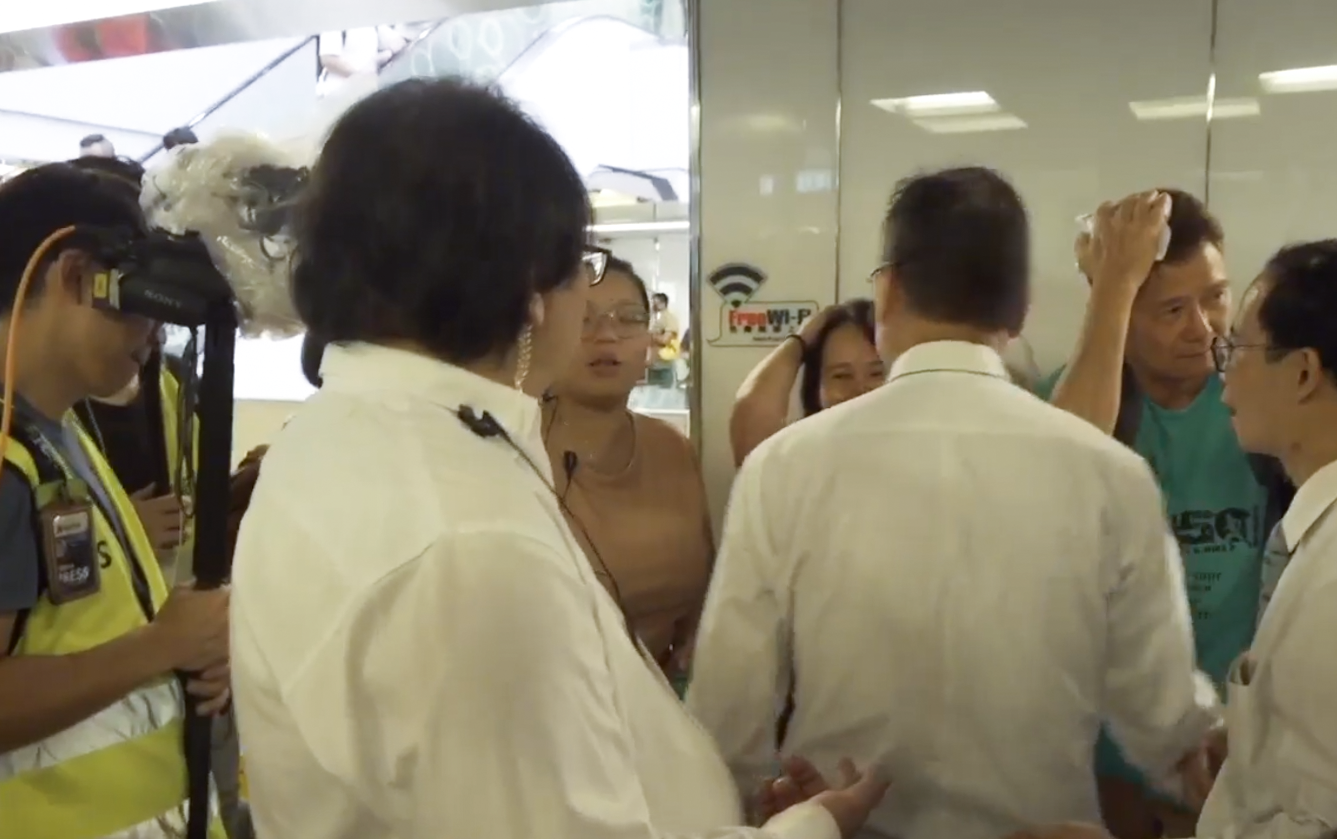
保安包圍中年撐警女子和男子
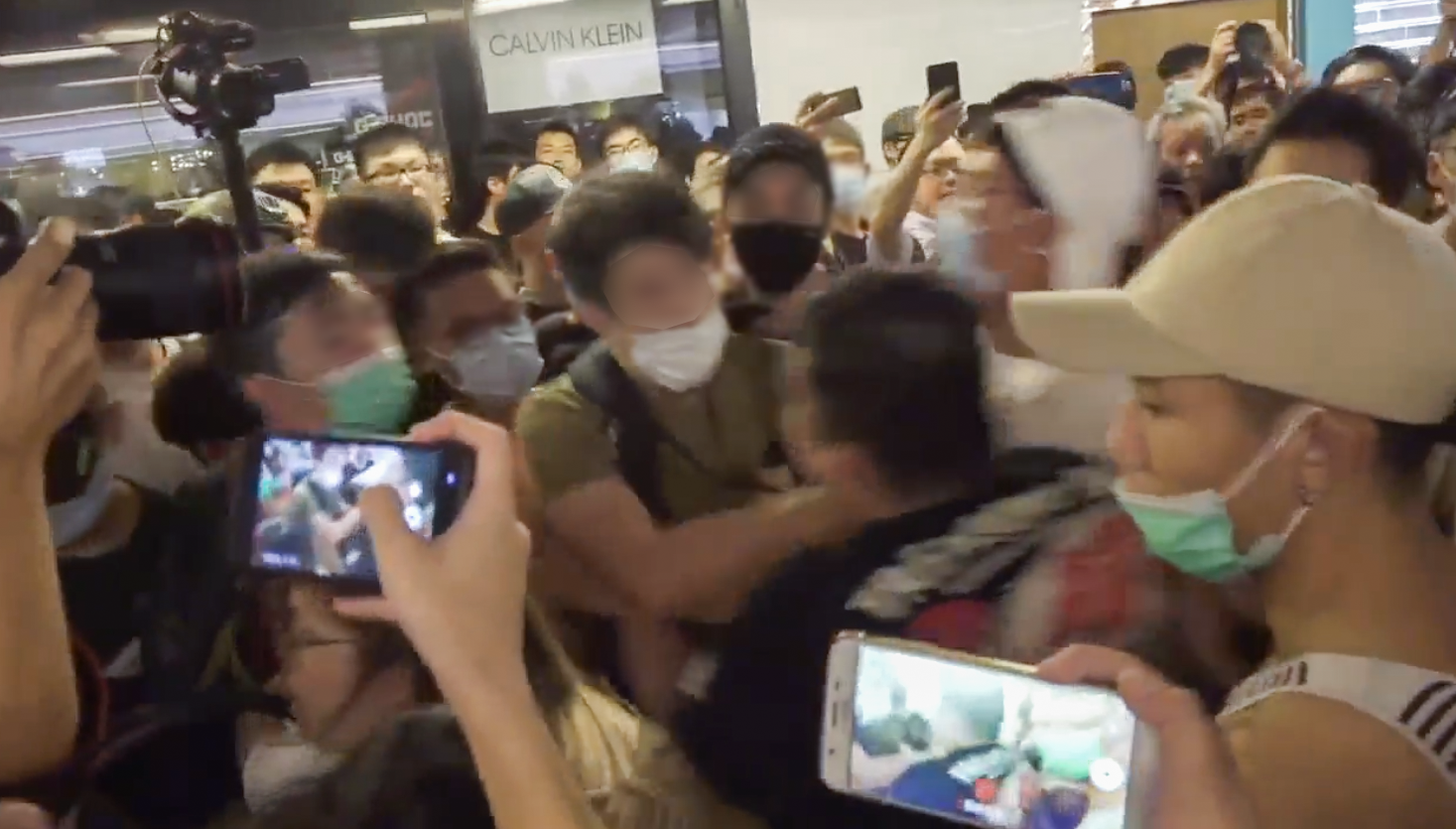
示威者對是否應該用武力和「捉鬼」問題引起爭執
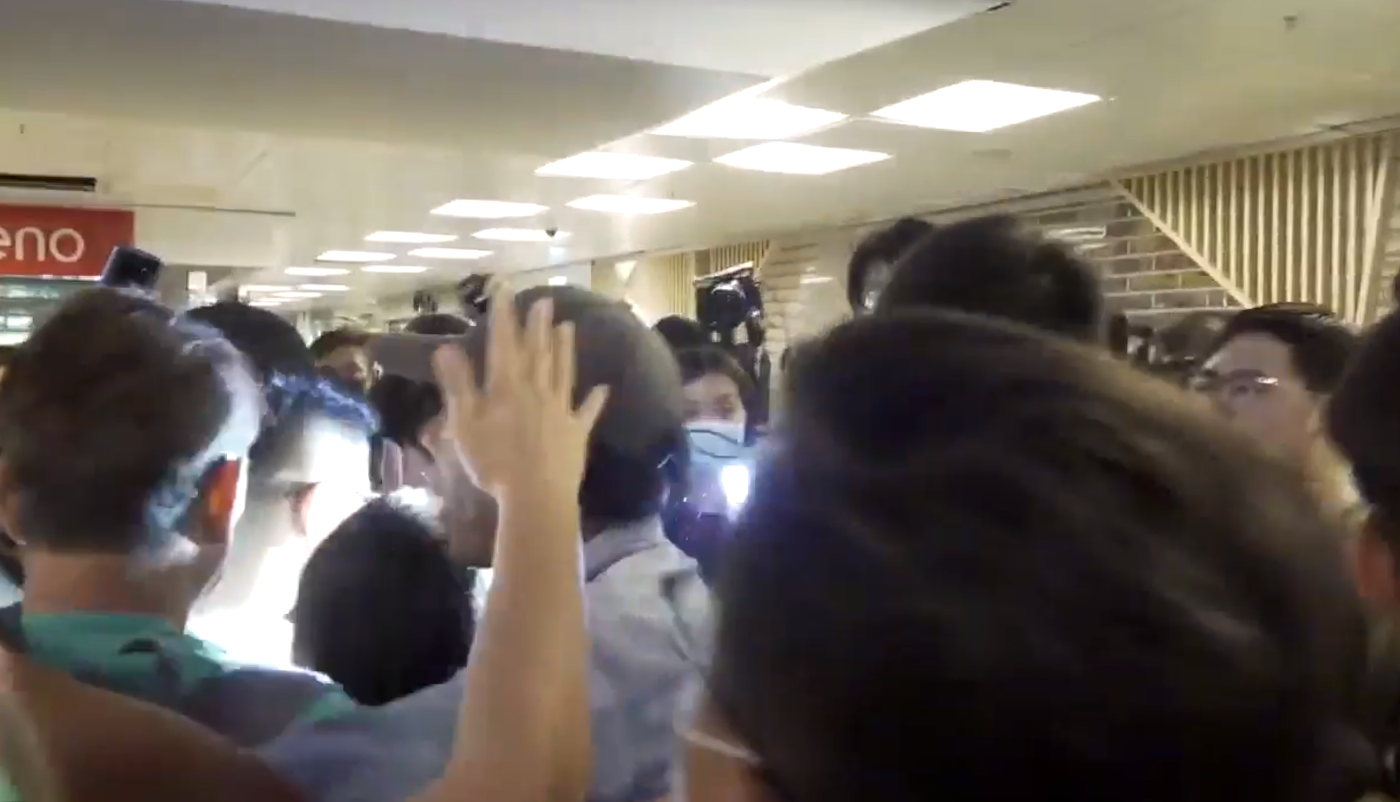
有人護送中年撐警女子和男子離開商場
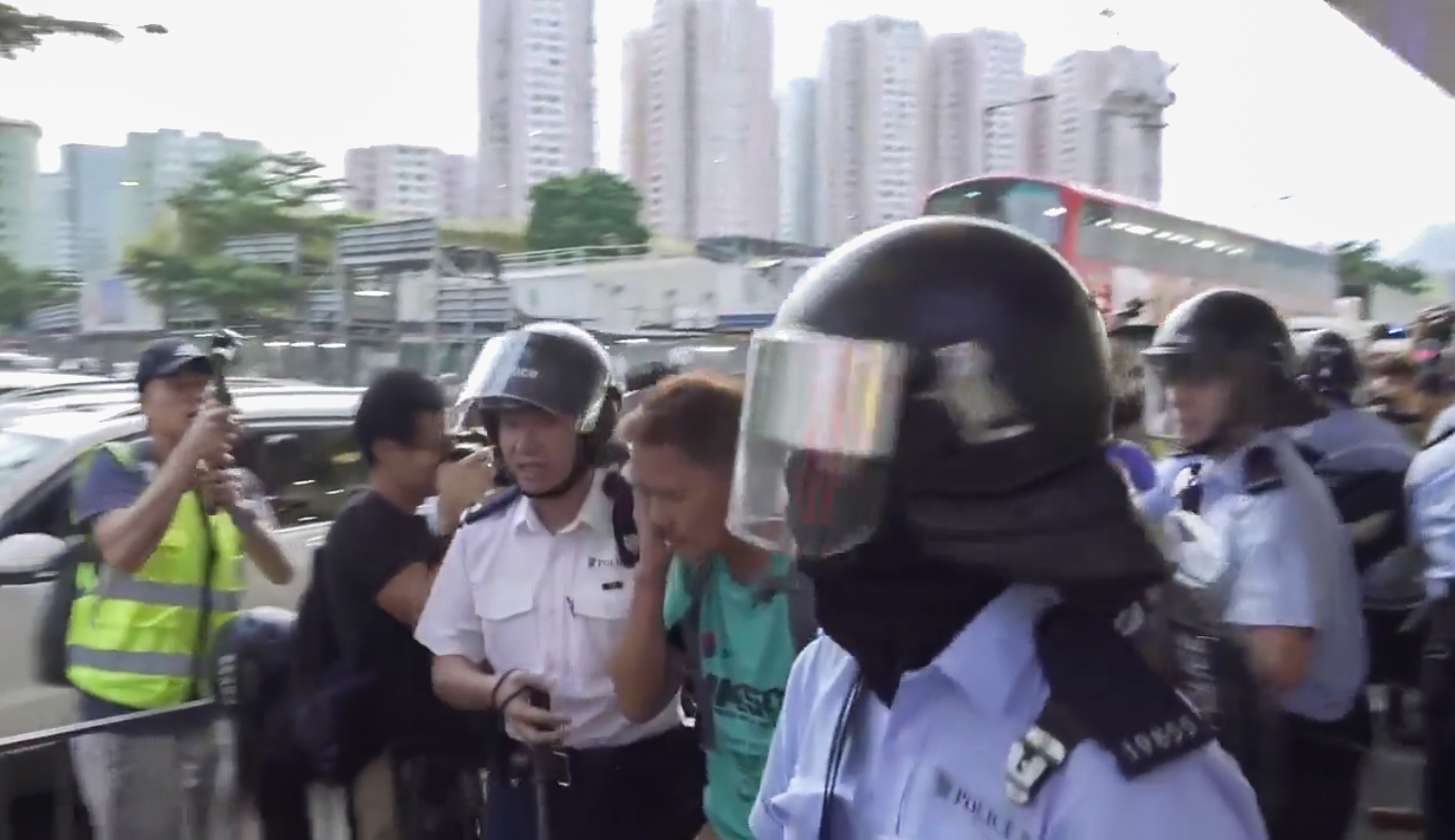
警員到場護送被毆打的中年男子上救護車

### 居民包圍管業處
當日晚上近9時，數十名淘大居民包圍淘大管業處，不滿是次衝突中商場的處理手法，要求管理處交待處理此等突發事情的指引，以及為何淘大商場職員容許愛國人士進入淘大商場內唱中華人民共和國國歌及不拒絕警員進入淘大商場內，批評淘大商場職員失職。職員回應指過往並無發生過同類事件，因而沒有相關指引，呼籲居民留下聯絡電話，稍後會有專人聯絡。但居民仍然不滿，並要求管業處找來高級經理回應。事件擾攘逾6小時，至翌日凌晨3時25分，仍有10多名住客在管業處要求交代事件。管業處經理最終回覆留守的住客，已安排公司高層周日下午3時到場解釋事件，住客陸續散去。

### 發展商和警方回應
2019年9月15日深夜，淘大商場發展商恒隆地產發出聲明，重申警方進入淘大商場內執法前並沒有通知淘大商場管理處，而淘大商場管理處沒有報警。
警察公共關係科高級警司（媒體聯絡及傳訊）江永祥於9月16日於例行記者會表示，衝突當日共接獲150宗市民報案聲稱有人在淘大商場打鬥、受傷、搶劫，於是決定派員到場進行調查，防暴警察見到超過800人在場。江批評，衝突當天警方在淘大花園制服一名男子後，多名狀似圍觀人士企圖「搶犯」，衝前拉開警員，阻礙警方拘捕行動。
警方其後於9月17日證實，在是次衝突中，兩名隸屬東九龍總區的警務人員執勤期間分別遺失一支長警棍及一個圓盾。同日，警方在沙田區再拘捕一名本地男子，涉嫌協助罪犯，衝突迄今有24人落網。

## 法庭提堂
3人被落案起訴非法集結、傷人和襲擊致造成身體傷害等罪，並令一名女事主失掉3顆牙。第1被告在2019年10月14日在觀塘裁判法院提堂；在2020年1月6日，再加多2被告和第1被告合併案件在觀塘裁判法院提堂，再移至區域法院處理。事隔7個月，2020年4月14日，一名35歲廚師因牽涉同一事件而被控普通襲擊罪。案件於東區裁判法院提堂，被告獲准以5000元保釋，案件押後至6月16日往觀塘裁判法院審理。其後於6月23日移往區域法院提堂。4名被告分別承認非法集結及傷人等共5項控罪，到2021年1月13日，區域法院法官練錦鴻形容案件為大規模欺凌事件，對現場多人冷眼旁觀和拍照留念的場面感到震驚，認為必須有阻嚇之效的刑罰，判4人入獄19至20個月。
另外，聆訊該案件期間，法官要求佩戴黃色口罩的律師及旁聽者離開法庭，並要求更換其他顏色的口罩，否則不得在庭旁聽，最後只有律師更換口罩。其後片段播放群眾高唱反修例歌曲「願榮光歸香港」，練官問道「嗰首係咩歌嚟㗎？有無人聽過？」場內沒有人出聲回應，只有辯方大律師搖頭。而觀看事發影片期間，更指現場「黃背心人士」的記者阻礙受害人離開，「佢哋企喺度都構成暴動一部分。」香港記者協會發聲明，對法官在不了解新聞工作的情況下，發表不準確的評論，感到極度失望，促請各界尊重新聞自由，停止作出毫無事實根據的指控。司法機構回覆查詢時指，不評論個別個案，但指進入法院範圍公眾地方，需衣著合宜，以避免影響法院運作和秩序。
到宣讀判刑當日，法官回應禁止戴黃色口罩爭議，指當日看到有人佩戴的口罩印有政治訴求字樣，法庭不應成為表達政治訴求的場所，表明事件與口罩的顏色及政治取向無關。
到2022年5月，事件發生近3年，有7名已踢保男子被正式起訴非法集結、襲警、阻差及拒捕等罪。5月11日於觀塘裁判法院首次提堂，他們獲准以現金2,000元保釋，案件押後至6月及7月再訊。案件分4件處理：
第1案，一名26歲大學生於2019年9月14日被指在淘大商場高舉水樽衝向正在制服其他人的警員，並向對方批肘，企圖阻撓兩名正當執行職務的警務人員，另被控襲擊一名在正當執行職務的警務人員。被控襲警及阻差辦公2罪。裁判官應辯方申請將案件押後至6月29日，以待辯方索取文件及提供法律意見。案件相隔近3年，被裁定全部罪成。裁判官屈麗雯指，案發時多名不同政見人士打鬥，被告行為可能使在場人士更為激動，傷及執法人員，將量刑起點定為 3 個月監禁。考慮被告有良好背景，於過去數年改過自新，如今即將大學畢業，以及案件存不合理延誤，酌情減刑 2 周。針對檢控延誤，裁判官指明白當時發生眾多社會事件、證據繁複，處理時間會較一般案件長。但本案由事發至檢控相隔兩年，「難以稱得上係合理」，因處理其他案件致本案受阻，亦非合理原因。判刑後，被告親友向其揮手，被告微笑示意。最後判處監禁2個月2周。
第2案，一名犯案時年僅16歲的青年，被控當日警員追捕一名示威者時，用腳踢該名警員背部兩下，之後被控襲警。案件相隔兩年半，到2022年夏天才開庭處理。雖然辯方求情時指被告犯案時未成年，自小循規蹈矩，亦無任何刑事紀錄。指出當日出於好奇在場。不過觀塘裁判法院裁判官劉淑嫻指被告案情嚴重，但同時考慮案發時年輕、被告與警方表現合作和無刑事紀錄等原因下，判處監禁8星期。
而同案另一被告34歲室內設計師被控故意阻撓在正當執行職務的警務人員，被告承認控罪，但因被列緊密接觸者而需要隔離，押後至7月27日判刑。在判刑當日，辯方呈上一則剪報及被告在還押期間撰寫的求情信，指被告在其他示威場合，亦有挺身而出保護他人，包括警察。事後他與前女友因本案被人「起底」，導致兩人分手，希望能夠判處短期監禁。不過裁判官劉淑嫻指被告當時搶走警員索帶的行為影響警方進行拘捕，屬於嚴重案情，同時是破壞社會秩序的案件下，需要判處具阻嚇性的刑罰。法官以18星期監禁作量刑起點，考慮到被告認罪、無案底下，刑期下調至11星期。不過被告同時涉及另一宗同日同地發生、涉及阻差及襲警的案件，將在9月14日開審。
第3案，20歲學生及31歲程式設計師，於2019年9月14日在淘大商場1樓內連同其他身份不詳的人，參與非法集結，被控非法集結罪；程式設計師抗拒在正當執行職務的警務人員，即高級督察鄺志文，以及警長3870，被控2項拒捕罪。裁判官應辯方申請將案件押後至7月13日，以待辯方索取文件及提供法律意見。其後20歲學生認罪，須還柙至7月27日作求情及判刑，期間索取勞教中心、更生中心及教導所報告。辯方透露被告因此案導致骨折，並患上抑鬱，其母親亦已經離世。裁判官劉淑嫻意辯方求情並採納報告建議，判入勞教中心。而該被告亦涉及2019年11月18日理大外圍參與暴動案，涉於理大門外「搶犯」時被警員棍打制服，將在8月12日判刑。而程式設計師否認控罪，排期至11月21日審訊。被告在2023年4月26日在觀塘裁判法院被裁判官劉淑嫻裁定拒捕成立，而針對便衣警長的控罪，裁判官認為，被告拼命往前走，沒有回頭望向他，不肯定被告知道對方是警員。她接納辯方所指，被告遭擊打腿部後，欲捉著警棍保持平衡屬自然反應，裁定另一拒捕罪不成立。還押至 5 月 10 日判刑，候索取背景報告。到判刑當日，裁判官屈麗雯指，案發時高峰期約有 3000 至 5000 人在商場聚集，情況隨時進一步惡化，被告管有涉案武器，可於混亂中傷人，認為他有備而來，產生的危險顯而易見，為保障公眾安全，須判處阻嚇性刑罰，判處監禁4個月。辯方提出檢控延誤，指被告的人生原已重回正軌，但因本案而再度脫軌，亦為他帶來不必要壓力。裁判官採納辯方說法，指律政司耗時 2 年才提供法律意見，做法不合理，對被告不公和影響其更生機會，故此酌情減刑。辯方申請保釋，等候就定罪上訴，裁判官認為本案有強烈證供，但考慮被告等待上訴期間或已服畢刑期，遂批准其保釋申請。而31歲男子被裁定其中一罪罪成，被判囚3個月2星期，辯方提出，被告在案發後逾 2 年半才被落案起訴，令其人生規劃受影響，指他除涉及本案外，是「無特別瑕疵嘅一個人」，望法庭可就檢控延誤減刑。裁判官劉淑嫻指，案發時正值社會動盪不安，被告試圖搶去警棍，遭制服時不斷抵抗，製造警員被其他人襲擊的機會。裁判官劉淑嫻認為，控方沒有不合理延誤，但案件在案發後逾 3 年後才處理，對被告構成壓力，故酌情扣減 2 周刑期。
第4案，27歲侍應及29歲保安員，於2019年9月14日在彩頤居外的公眾地方，侍應無合法權限或合理辯解而攜有攻擊性武器，即一個能夠發出雷射光束的裝置及一支行山杖，被控一項在公眾地方管有攻擊性武器罪；而保安員連同其他身份不詳的人，參與非法集結，被控非法集結罪。裁判官應辯方申請將案件押後至7月13日，以待辯方索取文件及提供法律意見。因辯方閱讀文件及提供進一步法律意見要求申請押後，獲主任裁判官錢禮批准押後至8月25日。兩名被告獲准繼續以2000元保釋，除了原有條件包括居住在報稱住址外，錢官今新增多兩項保釋條件，即不得離港，及須交出旅遊證件。其後27歲侍應被原審裁判官屈麗雯指他有涉案武器，可於混亂中傷人，認為他有備而來下，裁定「在公眾地方管有攻擊性武器」罪成，在2023年5月被判監禁4個月，他獲准保釋候上訴，至同年7月14日在高等法院撤銷上訴，即時服刑。

## 爭議

### 警方處理手法
混亂期間，在商場的市民不滿為何警方只拘捕青年，卻未有對撑警人士採取拘捕行動，四方八面都批評警方選擇性執法執法。其中一名被捕人士的父親楊先生在場，表示自己是淘大花園居民，聲稱兒子只是到商場進食，沒有穿黑衣和戴口罩，亦沒有擾亂，批評警方的做法是濫捕。期間他展示淘大花園的住戶證，追問警方，但警員沒有理會。
此外，於衝突當日下午，兩名疑似休班警員在樂華巴士總站制服兩名青年，同場有巴士車長要求便衣者出示委任證，反被投訴阻差辦公。對此，江永祥認為警員拘捕時須表明身分，惟江認為當時情況危急，未必能夠容許警員即時展示委任證。

### 商場管理處處理手法
當日衝突後，晚上近9時，數十名淘大花園居民到淘大商場管理處，要求交代為何淘大商場職員容許示威者進入淘大商場內唱中國國歌及不拒絕警員進入淘大商場內，批評淘大商場職員失職，認為管理公司經理應辭職下台。翌日深夜淘大商場發展商恒隆地產發出聲明，重申警方進入淘大商場內執法前並沒有通知淘大商場管理處，而淘大商場管理處沒有報警。
惟江永祥於9月16日表示，警員到淘大商場執法前，已經通知商場負責人。江又強調，警察有法定權力進入私人物業，有人犯法，警察便有權進入執法。

## 外界反應

### 地區組織
觀塘區議員兼淘大花園業主委員會主席葉興國於衝突當天亦在現場，指出當天在商場表達意見的兩批市民，既有淘大花園居民，亦有外來者，他在場調停衝突不果，擔心警方於當日使用催淚彈清場。葉希望市民在戶外場地表達意見，減低嚴重衝突的機會，並再三強調他衝突當日没有報警，指出除非有罪惡發生，否則商場不會主動報警。

### 中國大陸官媒
中國大陸《人民日報》就此事在微博發表評論，指出香港屬於中國，指在自己國家的土地上高舉國旗及唱國歌，才是得中國人共享的榮光。

### 民主派
民主黨醫療政策副發言人袁海文得悉此衝突衍生出「未來醫生紙」事件後，猛烈批評若簽發虛假日期的醫生紙屬實，有關醫生涉濫用專業地位及專業失德，必須嚴正調查，並已向醫委會投訴。

### 學者
香港理工大學專業及持續教育學院講師陳偉強認為，港府揚言止暴制亂卻無成效，主要因檢控反修例人士程序太慢，阻嚇力不足，對平息亂局束手無策，混亂更由警民衝突變成市民互相爭執，擔心10月過後香港局勢更為惡劣。